# Новоярково
Новоярково — село в Барабинском районе Новосибирской области. Административный центр Новоярковского сельсовета. Впервые упоминается в архивах 1874 года.

## География
Площадь села — 25 гектар

## Население
| 2002 | 2007 | 2010 |
| ---- | ---- | ---- |
| 635  | ↗664 | ↘584 |

## Инфраструктура
В селе по данным на 2007 год функционируют 1 учреждение здравоохранения, 2 образовательных учреждения.